# Tetracanna octonema
Tetracanna octonema är en nässeldjursart som beskrevs av Doris Alma Goy 1979. Tetracanna octonema ingår i släktet Tetracanna och familjen Malagazziidae. Inga underarter finns listade i Catalogue of Life.